# Casals (Pinell de Solsonès)
Casals és una masia situada al municipi de Pinell de Solsonès, a la comarca catalana del Solsonès.
Està situada a 634 m d'altitud, no gaire lluny de les cases de la Vila i de Ca l'Ermengol. Just a tocar de la casa hi passar el GR-3, així com la Ruta de les Mentides. Molt propers a la casa cal destacar-ne la Cista de la fossa del camí dels Casals (Neolític) i el lledoner dels Casals, un lledoner que destaca per la seva grandària, i considerat arbre monumental.

## Història
Per la seva tipologia arquitectònica podem dir que es tracta d'una masia del segle xviii, tot i que la falta de documentació escrit genera dubtes al respecte.. La casa no conserva dates inscrites en llindes o parets que ens pugui orientar sobre la data de construcció d'aquesta. On si que se'n conserva una és en un cobert, que forma part del baluard, en la inscripció «Fet Fe Pere Casals 1817». Així doncs a principis dels XIX segur que existia i a més ens dona l'origen del nom en antropònim d'un antic propietari.

## Descripció
És una casa de planta pràcticament quadrangular que consta d'una planta baixa més un pis superior i unes golfes. La casa té un baluard situat a la seva façana sud amb quatre coberts. A la façana nord hi ha annex un dipòsit d'aigua que aprofita l'aigua de les canals. Els materials de construcció són pedra i ciment. La teulada té dues vessants i esta coberta amb teula àrab. L'entrada principal és a la façana sud i es tracta d'una porta amb arc de mig punt rebaixat emmarcada amb dovelles.